# 社会主义行动 (加拿大)

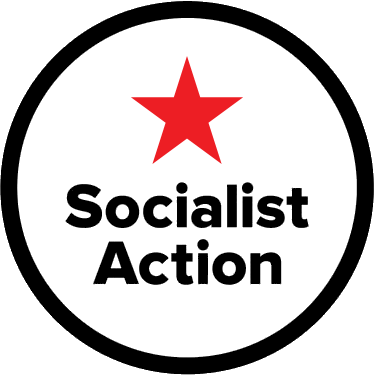
社会主义行动标志

社会主义行动（英語：Socialist Action，缩写为SA），又称争取社会主义行动联盟（法語：Ligue pour l'Action socialiste，缩写为LAS），是加拿大的一个托洛茨基主义组织。
该组织成立于1994年，由一个被社会主义挑战和社会主义左翼开除的人組成的团体建立，后者在当时放弃了革命政党建设中的列宁主义策略。1995年1月，该组织在第四国际第十四次世界代表大会上得到第四国际的认可，承认其为“第四国际在加拿大国家中的支持者的组织”。
该组织的意识形态是共产主义、马克思主义、托洛茨基主义。该党的政治立场是极左翼。该组织的联邦书记是巴里·韦斯莱德。该组织的青年翼是“争取社会主义行动青年”。该组织与第四国际没有正式隶属关系，但曾追随第四国际内部的少数派“争取革命国际倾向”的政治路线。